# Beale Street

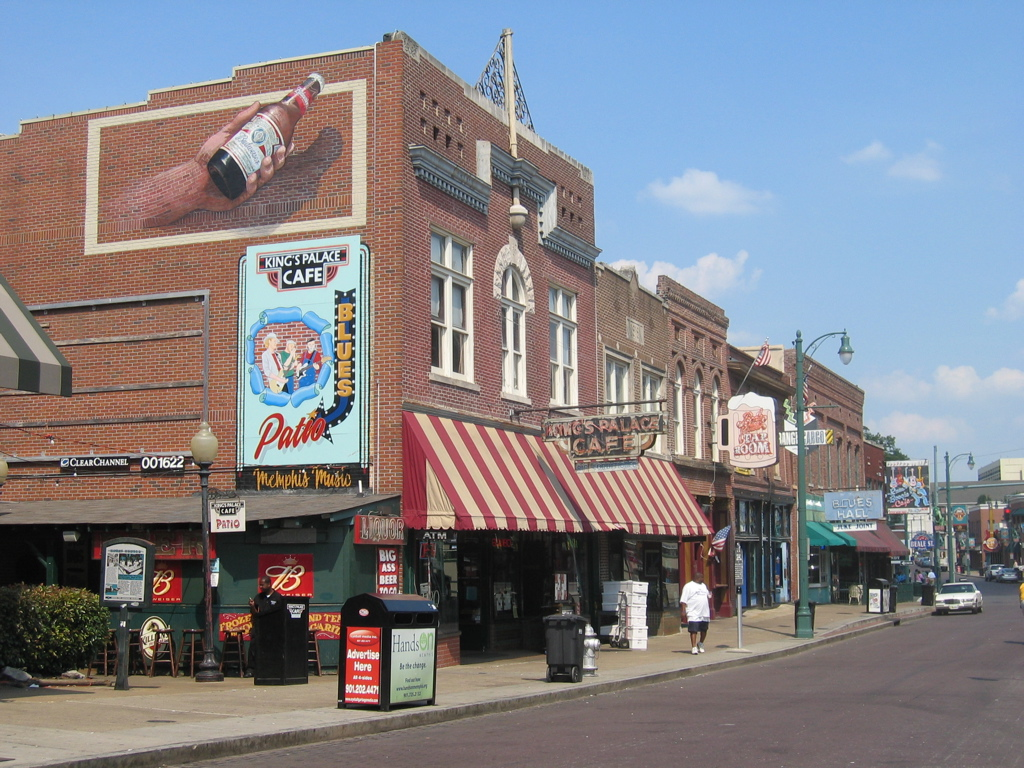
Beale Street

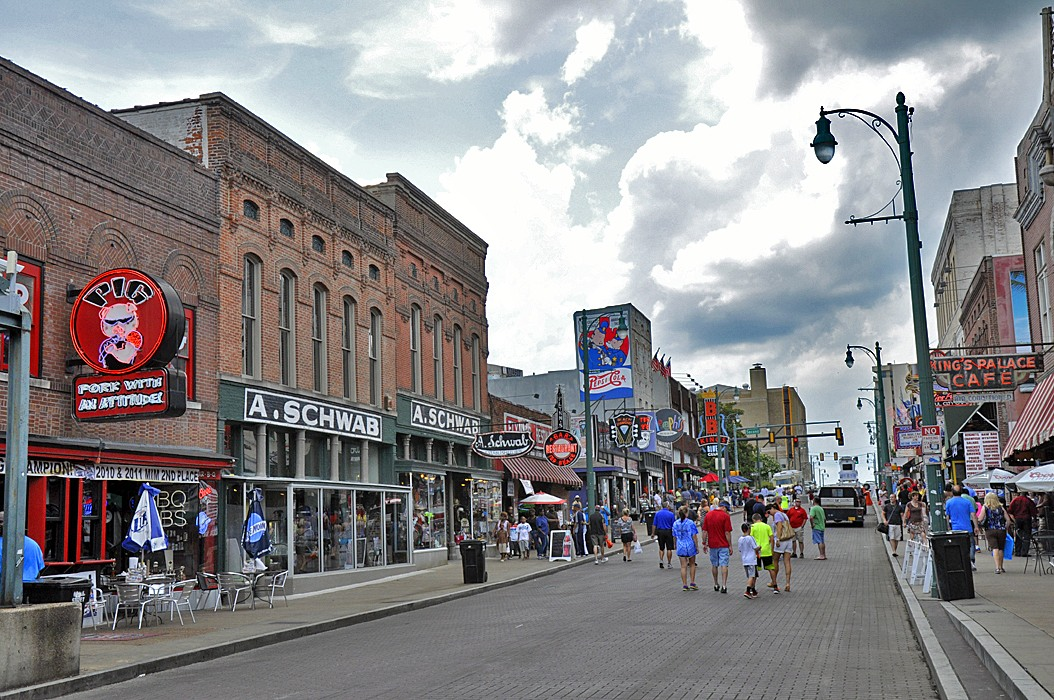
Beale Street

Die Beale Street ist eine Straße in Downtown Memphis im US-Staat Tennessee. Sie führt auf einer Länge von 2,9 km vom Mississippi bis zur East Street. Die Straße gilt als die „Heimat des Blues“.

## Geschichte
Die Beale Street wurde 1841 von dem Bauunternehmer Robertson Topp (1807–1876) als Beale Avenue errichtet und nach einem unbekannten Kriegshelden benannt. Während des amerikanischen Bürgerkrieges hatte General Ulysses S. Grant hier zeitweise sein Hauptquartier. Nach dem Krieg siedelten in dieser Gegend vor allem Afroamerikaner und Iren, zwischen denen es immer wieder zu Unruhen kam, dazu Juden, Italiener und Deutsche.
In den 1870ern gab es schwere Cholera- und Gelbfieberepidemien, denen große Teile der Bevölkerung zum Opfer fielen. Die Afroamerikaner waren weniger anfällig und bauten das Viertel wieder auf. Hier gab es mit Robert Church den ersten schwarzen Millionär der USA.
Anfang des 20. Jahrhunderts war die Beale Street ein Vergnügungszentrum mit Spielhöllen, Saloons, Prostitution und Kriminalität. Die Straße war aber auch das Zentrum der schwarzen Musik der USA. Im September 1912 komponierte W. C. Handy hier seinen ersten erfolgreichen Blues, den Memphis Blues. Von Handy stammt auch der Beale Street Blues von 1916, der dazu beitrug, dass der Name der Straße von Beale Avenue in Beale Street geändert wurde. Von den 1920er bis in die 1940er Jahre spielten Blues- und Jazzgrößen wie Louis Armstrong, Muddy Waters, Albert King, Memphis Minnie, B. B. King und viele andere in der Beale Street und halfen mit, den Memphis Blues zu entwickeln.
Während der Weltwirtschaftskrise begann die Straße zu verwahrlosen. Am 23. Mai 1966 erhielt ein Teil der Beale Street von der Main Street bis zur 4th Street den Status eines National Historic Landmarks zuerkannt. Seit Oktober 1966 ist dieser Abschnitt als Historic District unter der Bezeichnung Beale Street Historic District im National Register of Historic Places eingetragen. Am 15. Dezember 1977 wurde die Straße vom Kongress offiziell zum „Home of the Blues“ ernannt, obwohl erst Anfang der 1980er Jahre die Wiederbelebung durch Elkington & Keltner (heute Performa Entertainment Real Estate) einsetzte, die neue Clubs und weitere Attraktionen bauten. 1983 eröffnete der erste Club des neuen Vergnügungszentrums Beale Street. Im Juli 1993 wurde der Beale Street Historic District erweitert.

## Gegenwart
Heute gehört die Beale Street zu den größten Touristenattraktionen in Memphis. Hier finden sich unter anderem ein Hard Rock Cafe, Silky O'Sullivan's, B. B. King's Blues Club, das FedExForum und das Kaufhaus A. Schwab's im Stil der frühen Jahre. Zum Gedenken an Handy wurde der W.C. Handy Park eingerichtet.
Am ersten Maiwochenende findet jedes Jahr im Tom-Lee-Park am Anfang der Beale Street das Beale Street Music Festival statt.